# Ach du dickes B
Ach du dickes B – Eine Berliner Pleitengeschichte ist ein Sachbuch der deutschen Journalistin Cornelia Tomerius. Es erschien am 16. April 2013 im Berlin Verlag.
In ihrem Werk versucht Tomerius anhand verschiedener Beispiele aus den letzten 100 Jahren eine Kulturgeschichte gescheiterter und verunglückter Großprojekte in Berlin zu zeichnen. Damit spannt sie einen Bogen in die Gegenwart und zieht in ihrem ironisch erzählten Buch den Schluss, dass die Pannen bei der Eröffnung des neuen Flughafens Berlin Brandenburg angesichts der dem Berliner Unternehmergeist immanenten Mischung aus Großmannssucht und Provinzmanagement unvermeidlich waren.

## Inhalt
Tomerius beginnt in der Zeit des Aufstiegs Berlins zur Weltstadt, als die geplante Weltausstellung 1896 aufgrund der ablehnenden Haltung von Kaiser Wilhelm II. lediglich als Berliner Gewerbeausstellung stattfand und trotz aufwändiger Bauten der Berliner Kaufleute der Weltausstellungsanspruch nicht in der Welt wahrgenommen wurde. Auch die Besucherzahlen blieben hinter den Erwartungen zurück, da es an 120 der 165 Ausstellungstage regnete.
Ein Kapitel beschreibt den Fußballverein SC Tasmania 1900 Berlin, der aufgrund eines DFB-Beschlusses nach dem Ausschluss von Hertha BSC 1965 in der Bundesliga antrat und zum schlechtesten Bundesligaverein der Geschichte wurde.
Sie widmet sich dem Fall der Bauunternehmerin Sigrid Kressmann-Zschach, die über den Bau des Steglitzer Kreisels in Insolvenz geriet. Die Berliner Landesregierung ging mit einer Bürgschaft über 42 Millionen DM in Haftung. Später tauchten Hinweise auf eine enge private Beziehung zwischen Kressmann-Zschach und dem Chef der Oberfinanzdirektion Berlin Klaus Arlt auf.
Die aufwändig errichtete M-Bahn war nur zwei Wochen im fahrplanmäßiger Verkehr, bis ihr Betrieb wieder eingestellt wurde, um die Trasse für die durch den Mauerfall am 9. November 1989 ermöglichte Wiederinbetriebnahme der U-Bahn-Linie 2 herrichten zu können.
Der auf Betreiben der Bundesregierung unter Helmut Kohl vorangetriebene Bau der U-Bahn-Linie 55 wurde zu einem Millionengrab für den Berliner Haushalt. Für den Bau von drei Stationen wurden 320 Millionen Euro ausgegeben. 
Auch auf die gescheiterte Bewerbung Berlins für die Olympischen Sommerspiele 2000 geht Tomerius ein. Trotz einer 300 Millionen teuren Kampagne erhielt die Kandidatur nur die Stimmen von neun IOC-Mitgliedern und schied im zweiten Wahlgang aus.
2003 wurde das Riesenrad am Zoo am Ende für viel Geld nicht gebaut.
Tomerius fordert abschließend, Berlin möge für seine Pleitengeschichte ein eigenes Museum bauen.

## Rezensionen
Ruth Schneeberger merkt in der Süddeutschen Zeitung an, dass der „Sarkasmus und der entschiedene Wille, menschliche Schwächen zu entblößen (…) das Buch an manchen Stellen zum echten Brüller“ mache. Norbert Kron vom RBB nennt das Buch in seinem Fernsehbeitrag für das Kulturmagazin Stilbruch „gewitzt“.

## Rezeption
- Fernsehbericht und Interview (Memento vom 21. Juni 2013 im Internet Archive) in Stilbruch, RBB, 11. April 2013 in Stilbruch, RBB, 11. April 2013 (Memento vom 2. Januar 2014 im Internet Archive)[3]
- Berlin - jetzt auch literarisch eine Pleitenstadt, RBB Nachrichten 12. April 2013
- Cornelia Tomerius (Memento vom 26. Juni 2013 im Internet Archive) bei Die Literaturagenten, Radio Eins, 14. April 2013
- Ruth Schneeberger: Berlins schönste Pleiten, Süddeutsche Zeitung, 16. April 2013